# Batulayang
Batulayang is een bestuurslaag in het regentschap Bandung Barat van de provincie West-Java, Indonesië. Batulayang telt 9703 inwoners (volkstelling 2010).